# غوستافو غونزاليس
غوستافو غونزاليس (بالإسبانية: Gustavo González)‏ هو سباح أرجنتيني، ولد في 25 يونيو 1953.

## وصلات خارجية
- غوستافو غونزاليس على موقع الاتحاد الدولي للسباحة (الإنجليزية)
- غوستافو غونزاليس على موقع أوليمبيديا (الإنجليزية)